# Гібрис

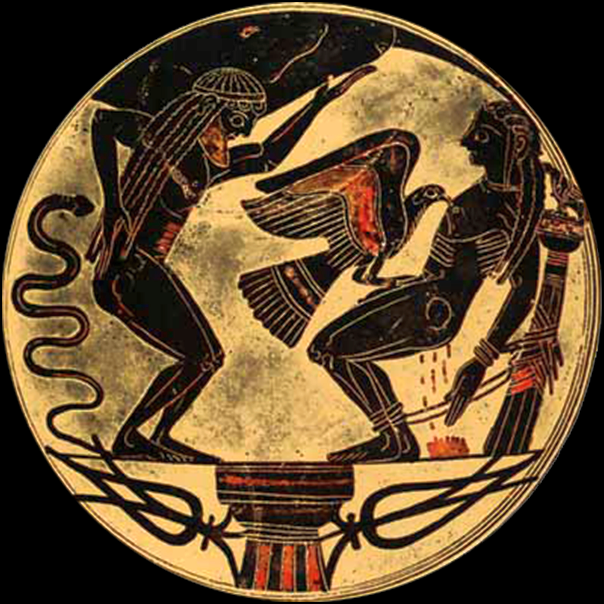
Чорнофігурна кераміка (550 р. До н. Е.) Із зображенням Прометея, який відбуває покарання, прив'язаний до колони.

Гібрис (дав.-гр. ὕβρις «зухвалість») — зарозумілість, пиха, гіпертрофоване самолюбство. У давньогрецькій культурі персоніфікована властивість характеру, пізніше — важлива етична концепція.

## Історія
Вперше слово з'являється ще у Гесіода та Гомера. У гомерівській традиції «гібрис» — порушення божественної волі у поєднанні з бажанням обожнювання, за яким настає відплата (Немезида). Така, наприклад, поведінка Ахілла та Одіссея. Ця сама лінія проявляється в міфах про Прометея, Сізіфа, Едіпа та інших. Подібні персонажі є в монотеїстичних релігіях (Адам і Єва, будівельники Вавилонської вежі). Натомість для Гесіода «гібрис» є радше етичним поняттям. Його проявляє кожна людина, одержима вадами, особливо ж — пристрастю до багатства. Сліди гесіодівської концепції подибуємо у Солона та Аристотеля. Термін «хюбрис» використовувався також в юриспруденції в значенні «образи словом або дією».
У грецькій міфології Гібрис — богиня, матір Пана. Також мати Кора. Її вівтар в Афінах спорудив Епіменід.
Відродження інтересу до поняття «гібрис» пов'язане з історичними студіями Тойнбі та філософією постмодернізму (Мішель Фуко та ін.). Так, Тойнбі говорив про «хюбріс» держав та цивілізації, за якими йшов розпад (Немесіс). Такою, на його думку, була доля великих мілітаризованих країн (Ассирійська та Римська держави). Постмодерністи зазвичай говорять про гібрис в соціологічному контексті, як про елемент неприборканості, хаосу в суспільному явищі.
У сучасній мові слово «гібрис» може вживатися як з негативним, так і з позитивним забарвленням. Так, історик І. Кершо позначив цим терміном поведінку Гітлера. З іншого боку, спортивні коментатори можуть вживати його щодо учасників змагань, а Л. Волл вважає гібрис однією з трьох чеснот програміста.
На честь Гібрис названо астероїд 430 Гібрис, відкритий 1897 року.

## Сучасне використання
У його сучасному вживанні гордість означає надмірну самовпевнену гордість у поєднанні з зарозумілістю. Гордолюбство часто асоціюється з відсутністю смирення. Іноді гордовитість людини також асоціюється з невіглаством. Звинувачення в зарозумілості часто означає, що послідують страждання або покарання, подібно до випадкових поєднань гордині та немезиди в грецькій міфології. Біблійна Книга Приповістей, 16:18) вважає підсумовує сучасне використання гордині. Гордолюбство також називають «гордістю, яка засліплює», оскільки вона часто змушує вчинюваних діяти нерозумно, що суперечить здоровому глузду. Іншими словами, сучасне визначення можна вважати «тією гордістю, яка йде безпосередньо перед гріхопадінням».
Приклади зарозумілості часто з’являються в літературі, архетипично в грецькій трагедії, і, можливо, найвідоміший у «Втраченому раю» Джона Мільтона, в якому Люцифер намагається змусити інших ангелів поклонятися йому, Бог і невинні ангели кидають його в пекло і проголошує: «Краще царювати в пеклі, ніж служити на небі». Віктор у «Франкенштейні» Мері Шеллі проявляє гордість у спробі стати великим ученим; він створює життя за допомогою технологічних засобів, але починає шкодувати про свій проєкт. У п’єсі Марло «Доктор Фауст» однойменний персонаж зображений як учений, чия зарозумілість і гордість змушують його підписати угоду з дияволом і зберігати свою пихатість до самої смерті та прокляття, попри те, що він міг би легко покаятися, якби вирішив це зробити.
Генерал Джордж Армстронг Кастер подав історичний приклад гордині в рішеннях, які завершилися битвою при Літтл-Біг-Горні 1876 року; він апокрифично вигукнув: «Звідки взялися всі ті прокляті індіанці?».
Ларрі Волл пропагував «три великі чесноти програміста: лінь, нетерплячість і гордість».